# Burgruine Peilstein
Die Burgruine Peilstein besteht aus Resten einer Höhenburg auf einem Umlaufberg der Mank im Weiler Thal in der Marktgemeinde St. Leonhard am Forst im Bezirk Melk in Niederösterreich.

## Geschichte
Urkundlich ab 1119/1120 das ursprüngliche Zentrum und der Sitz der Grafschaft Peilstein. Die Burg war ab 1300 landesfürstlich. Vermutlich war die Burg ab dem 15. Jahrhundert nicht mehr bewohnt.

## Burgruine
Ein Halsgraben und die Fundamente eines spätmittelalterlichen Rundturms sind noch erkennbar.